# Bret Harte (Kalifornija)
Bret Harte je naseljeno područje za statističke svrhe u američkoj saveznoj državi Kalifornija. Prema popisu stanovništva iz 2010. u njemu je živjelo 5,152 stanovnika.